# 2-methoxypropen
2-Methoxypropen je ether s chemickým vzorcem C4H8O. Jedná se o činidlo používané v organické syntéze jako chránící skupina pro alkoholy a ke konverzi diolů na acetonidovou skupinu.
Lze jej připravit eliminací methanolu z 2,2-dimethoxypropanu nebo přidáním methanolu k propynu či propadienu.